# Acaulospora splendida
Acaulospora splendida är en svampart som beskrevs av Sieverd., Chaverri & I. Rojas 1988. Acaulospora splendida ingår i släktet Acaulospora och familjen Acaulosporaceae.   Inga underarter finns listade i Catalogue of Life.